# The Sheepman's Daughter
The Sheepman's Daughter è un cortometraggio muto del 1911 diretto da Allan Dwan

## Trama
Trama in (EN)  di Moving Picture World su IMDb

## Produzione
Il film fu prodotto dalla Flying A (American Film Manufacturing Company). Venne girato in California, a El Cajon Valley.

## Distribuzione
Distribuito dalla Motion Picture Distributors and Sales Company, il film - un cortometraggio in una bobina - uscì nelle sale cinematografiche USA il 1º giugno 1911.